# Évrard des Barres
Pour les articles homonymes, voir Barres.
Évrard des Barres (ou Éverard des Barres, se prononce "évrar"-"dé"-"bar", e v ʁ a ʁ - d - b a ʁ), né en 1113 à Meaux en Champagne et mort à Clairvaux le 12 novembre 1174, est le troisième maître de l'ordre du Temple. 
La date exacte de sa réception dans l'ordre n'est pas connue, mais il y entre très jeune, si bien qu'à l'âge de trente ans, il est nommé précepteur de l'ordre pour la France, fonction qu'il occupe pendant quatre ans. En 1149 à la suite de la mort du précédent grand maître Robert de Craon, il est élu à la tête de des Templiers. 
Évrard des Barres tient un rôle déterminant lors de la deuxième croisade et les bienfaits de ses Templiers sont largement loués par le roi de France Louis VII.  
L'abbé de Saint-Denis Odon de Deuil, auteur d'une chronique consacrée à cette croisade, parle d'Évrard comme d'un « homme respectable par son caractère religieux et modèle de valeur pour les chevalier ». 
Il abdique de sa fonction de grand maître en 1151 pour embrasser une vie monastique à l'abbaye de Clairvaux.

## Biographie

### Jeunesse
Évrard est né en 1113 à Meaux en Champagne. Il est issu d'une famille de sept frères, dont le père, Fredelus des Barres (alias Jean des Barres), est chevalier et seigneur d'Oissery, en Brie-Champenoise.
L'un des frères d'Évrard, Guillaume Ier des Barres (le quatrième de la fratrie), est le premier membre historique reconnu de la maison des Barres.

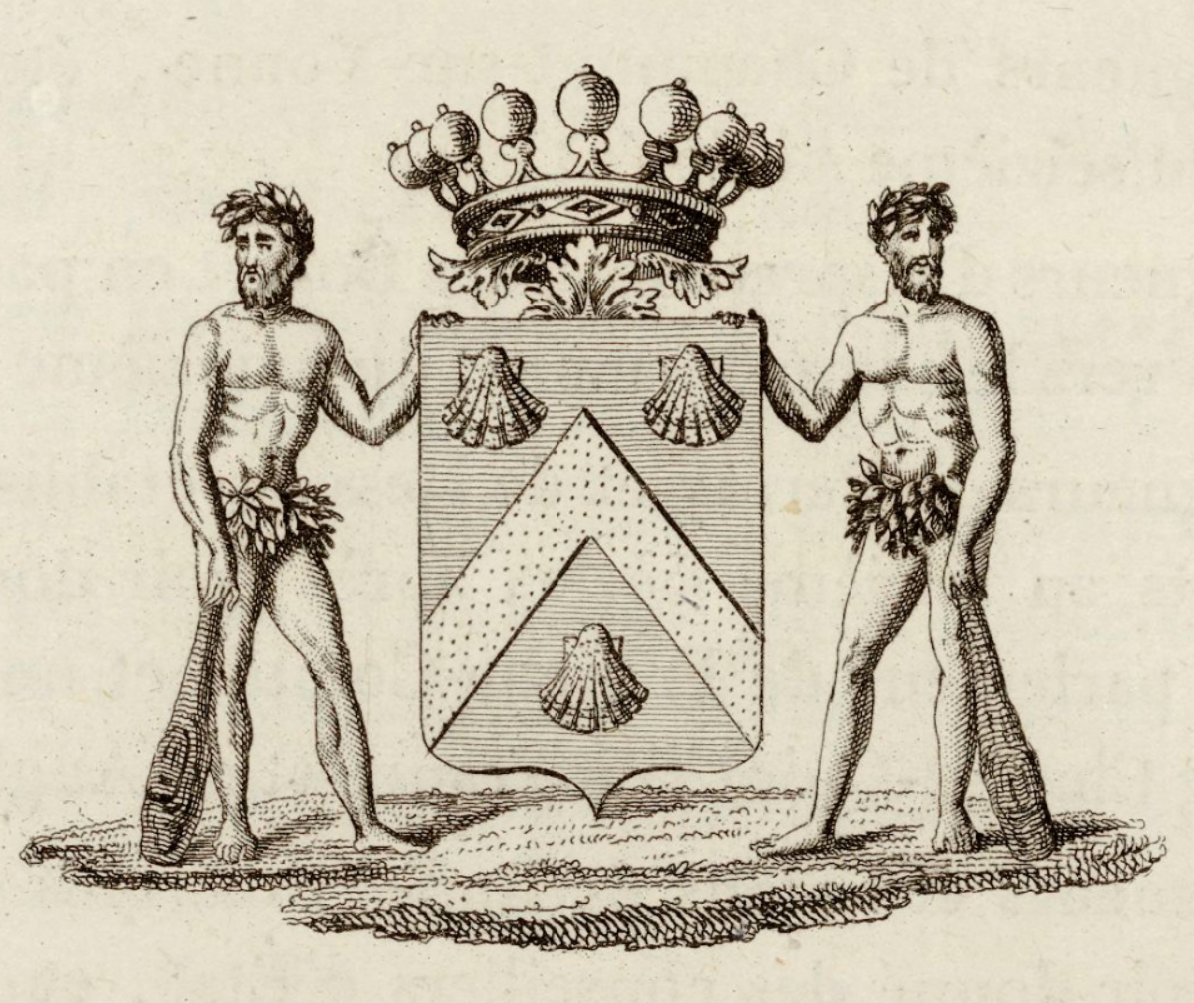
Blason d'armes des Barres: d'azur, au chevron d'or, accompagné de trois coquilles du même. Tenants : deux sauvages. Couronne de comte.

### Parcours dans l'ordre
La date exacte et ses conditions de réception dans l'ordre sont peu documentées, mais l'on sait qu'il y entre très jeune, si bien qu'à l'âge de 30 ans, en 1143, il fut nommé au poste précepteur de l'ordre pour la France, fonction qu'il occupe jusqu'en 1147.
C'est après le décès du précédent grand maître Robert de Craon le 13 janvier 1147 qu'il devient grand maître de l'ordre.

### Rôle dans la deuxième croisade
Le 27 avril 1147 est réuni à Paris un chapitre général de l'Ordre du Temple. Évrard s'engage pour la deuxième croisade devant le pape Eugène III, Louis VII le Jeune, ses Templiers et de nombreux prélats. Il en est chef des armées au côté de Thierry d'Alsace, comte de Flandre. 

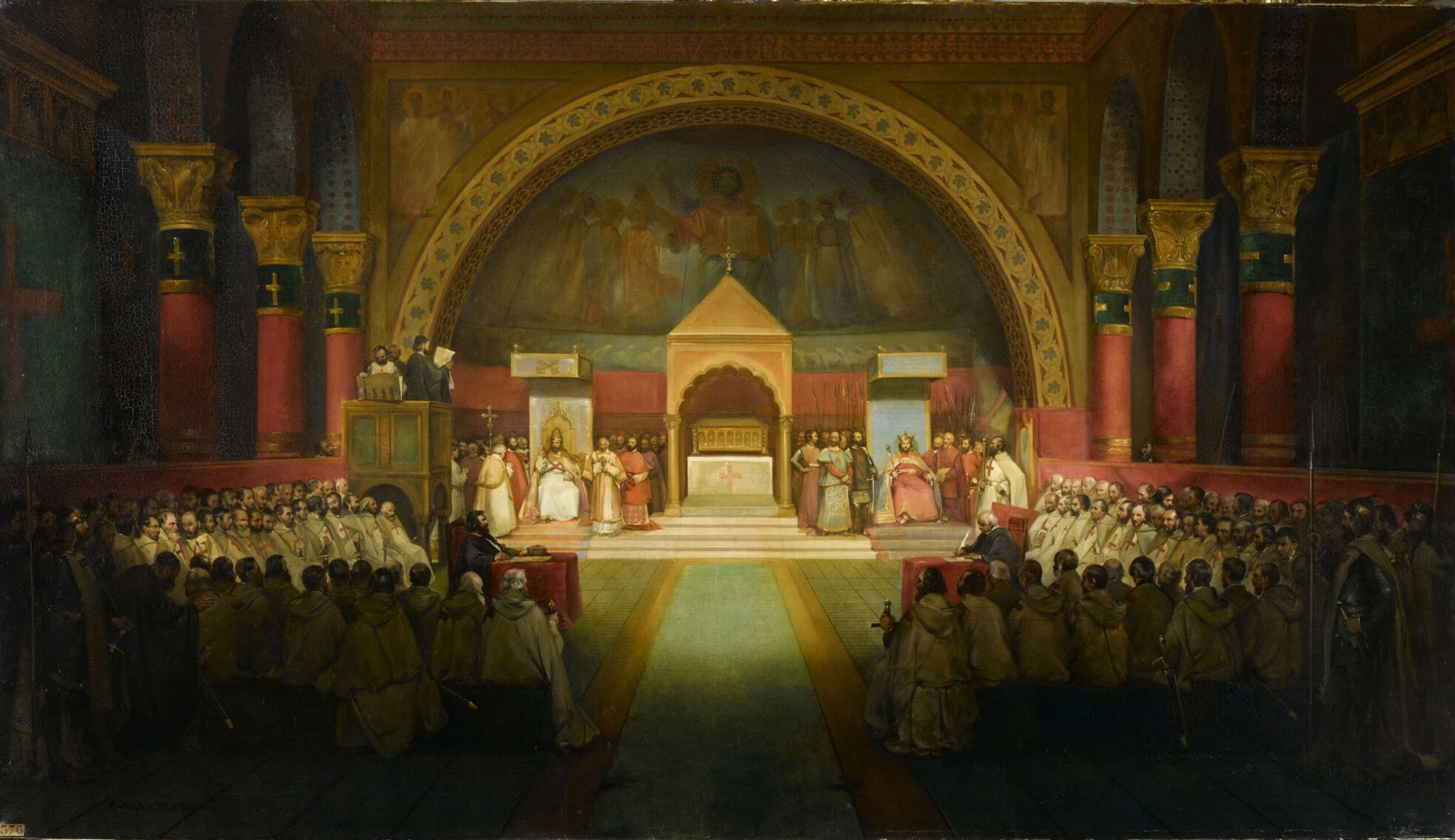
Chapitre de l'Ordre du Temple tenu à Paris (22 avril 1147), tableau de Granet, 1844, dans la deuxième salle des Croisades, château de Versailles.
Évrard des Barres pourrait être le Templier qui se tient debout à la gauche du roi.

En janvier 1148, dès le début de la progression de l'armée française en Anatolie, les Templiers font preuve de courage et de bravoure en sauvant Louis VII d'une embuscade turque dans les gorges de Pisidie, près du mont Cadmos. Plus tard en 1148, une grande assemblée est convoquée à Ptolémaïs pour y décider avec quels moyens renforcer le trône de Jérusalem. L’empereur Conrad, Louis VII le Jeune et Baudouin III, le jeune roi de Jérusalem, y sont accompagnés de leurs barons et de leurs chevaliers. Y siègent aussi les chefs du clergé, la reine Mélisende et la marquise d'Autriche assistent aussi aux délibérations. On y résout le siège de Damas.   

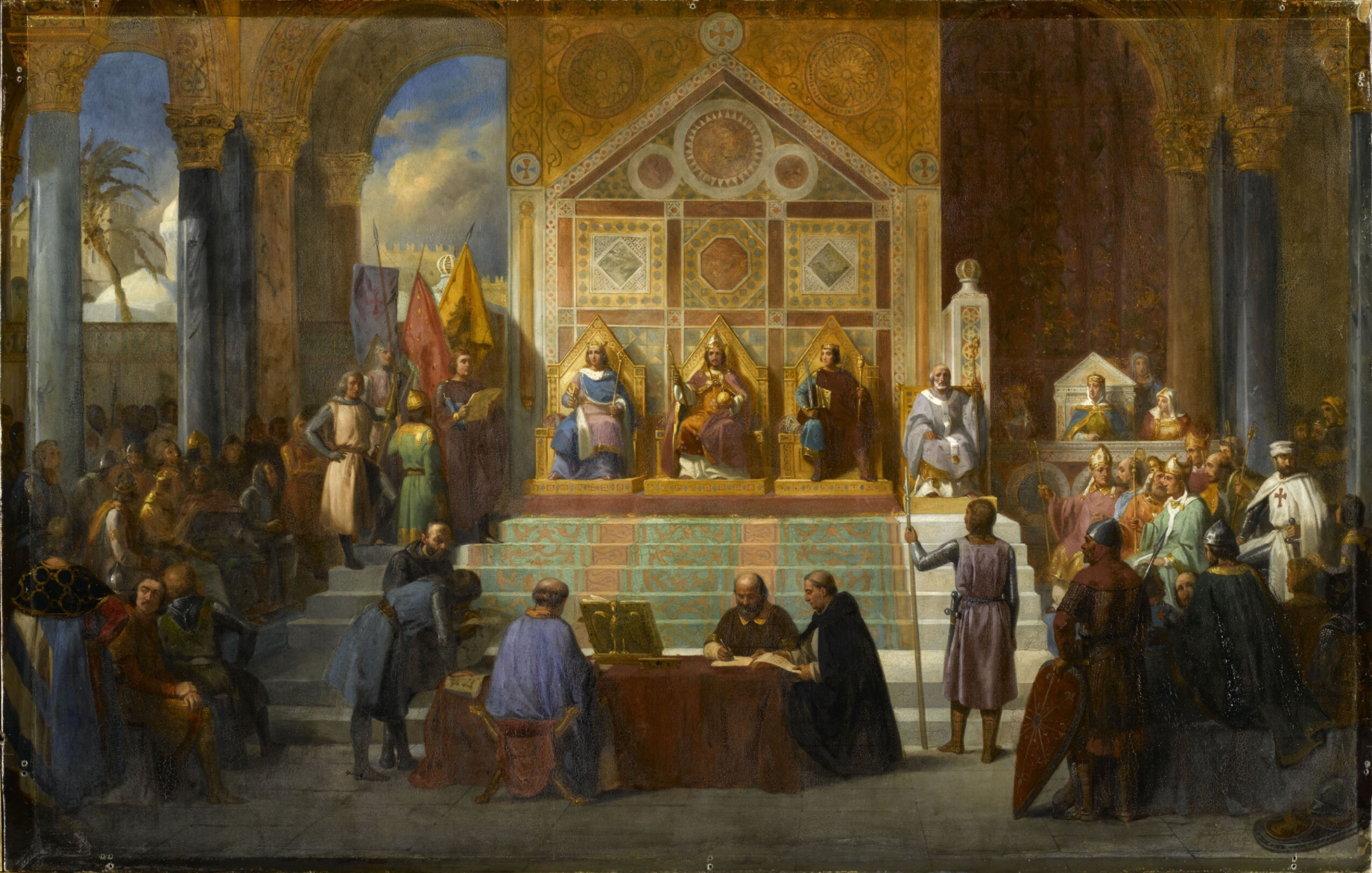
Assemblée des croisés à Ptolémaïs, 1148

L'attaque est un échec et met fin à la croisade si bien que le roi se replie en Occident. Il charge alors le maître de l'ordre d'emprunter en son nom à Acre. Après s'être acquitté de cette mission, Évrard des Barres, embrasse à son retour de croisade une vie monastique à Clairvaux et, malgré les pressions des Templiers pour qu'il reste à leur tête, il abdique en 1152 et est remplacé par Bernard de Tramelay.   

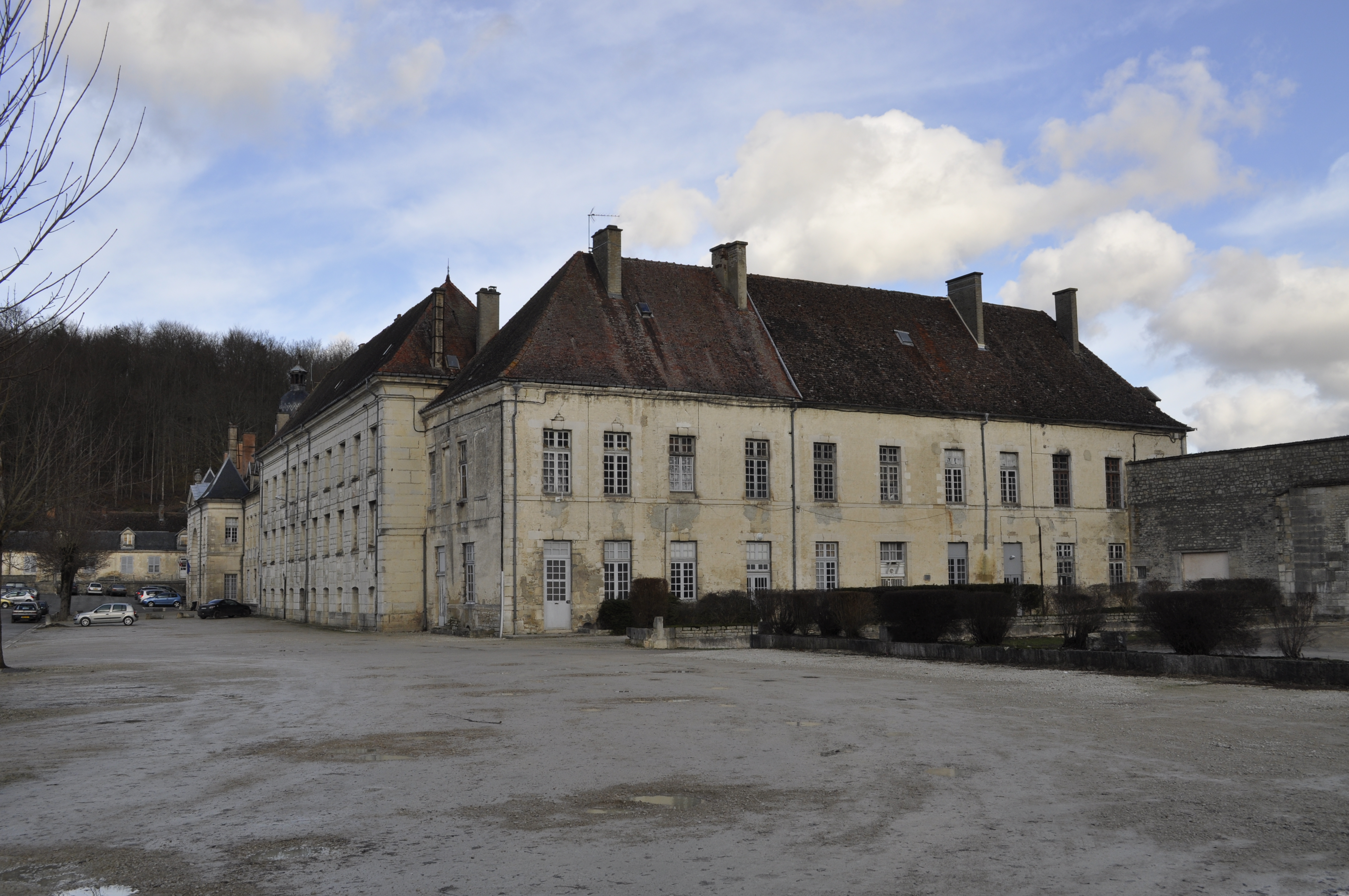
Abbaye de Clairvaux, située dans la commune de Ville-sous-la-Ferté, dans le département de l'Aube

## Légendes et postérité

### Les Templiers, banquiers du royaume
Lors d'une correspondance avec l'abbé Suger, qui assure la régence du royaume pendant son absence, Louis VII écrivit combien les services des Templiers avait été essentiels, et demande que le royaume rembourse les frais engagés par l'ordre au plus vite.

### La lignée des Barres
Divisée en neuf branches, ses nombreux rameaux se sont successivement répandus en Nivernais, en Orléanais, en Beauce, en Franche-Comté et en Bourgogne.

### Présence des Templiers auChâteau de Tortoseet àSavigny-le-Temple
Selon Marion Melville, Il fut donné à la garde des chevaliers du Temple vers 1165. Mais une partie de la ville leur avait été donnée à la suite d'un raid de Nûr Ad-Dîn dès 1152, et le maître de l'ordre, Évrard des Barres, s'engagea à y reconstruire un château doté d'une chapelle".   
Aussi, au retour de croisade, Louis VII décide de remercier les Templiers en leur donnant ses terres de Savigny-sur-Melun et toutes leurs dépendances.    

### Ouvrages contemporains
- Alain Demurger, Les Templiers, une chevalerie chrétienne au Moyen Âge, 2008, 2e éd. (1re éd. 2005), 664 p. (ISBN 978-2-7578-1122-1)